# Silvia Parera Carrau
Silvia Parera Carrau (Mataró, España, 5 de septiembre de 1969) es un nadadora retirada especializada en pruebas de estilo braza y estilo combinado. Fue medalla de bronce en la prueba de 200 metros estilos combinado durante el Campeonato Europeo de Natación de 1993.
Representó a España en los Juegos Olímpicos de Atlanta 1996, Barcelona 1992 y Seúl 1988.

## Palmarés internacional
| Campeonato Europeo de Natación | Campeonato Europeo de Natación | Campeonato Europeo de Natación | Campeonato Europeo de Natación |
| Año                            | Lugar                          | Medalla                        | Prueba                         |
| ------------------------------ | ------------------------------ | ------------------------------ | ------------------------------ |
| 1993                           | Sheffield (Reino Unido)        | Medalla de bronce              | 200 m estilos                  |